# Лаура Бјађоти
Лаура Бјађоти (итал. Laura Biagiotti; Рим, 4. август 1943 − Рим, 26. мај 2017) била је италијанска модна креаторка.

## Биографија
Лаура Бјађоти је студирала књижевност у Риму, са жељом да постане археолог. У свет моде је ушла тако што је почела да помаже својој мајци која је радила као кројачица, а своју прву колекцију представила је 1972. године.
Неко време је живела у Пекингу, и била је први италијански модни креатор који је представио своју колекцију у Кини, 25. априла 1988. године.
Председник је Комитета Леонардо, удружења које додељује годишњу награду италијанским дизајнерима за њихове доприносе у побољшању слике Италије у свету.

## Награде
- На венецијанском филмском фестивалу 1985. године добила је специјалну награду Златни лав за моду.
- 1992. године примила је у Њујорку награду за Жену године.
- Годину дана касније у Пекингу јој је додељена награда Марко Поло
- 1995. добила је признање за свој рад од стране италијанског председника Оскара Луиђија Склафара.
- 2002. године, у част 30 година каријере, италијанска Пошта је издала марку посвећену Лаури Бјађоти у вредности од 0,41 евра.
- У априлу 2004. године изабрана је за модног саветника на националном нивоу.